# Manuel Golmayo
Manuel Golmayo de la Torriente est un joueur d'échecs espagnol né le 12 juin 1883 à La Havane et mort le 7 mars 1973 à Madrid. 

## Carrière aux échecs
Golmayo fut champion d'Espagne officieux de 1902 à 1927. Il remporta le premier championnat officiel espagnol en 1928 et finit deuxième en 1929. Il représenta l'Espagne lors de trois olympiades officielles (en 1927, 1930 et 1931) et de l'olympiade non officielle de Paris en 1924 où il finit huitième. Il disputa un match exhibition en deux parties contre Alexandre Alekhine en mai 1922 à Madrid, match perdu (0,5 à 1,5).
Il reçut le titre d'arbitre international de la Fédération internationale des échecs en 1951.